# Aztecanthidium
Aztecanthidium är ett släkte av bin. Aztecanthidium ingår i familjen buksamlarbin.
Kladogram enligt Catalogue of Life:
| Aztecanthidium | \| \| Aztecanthidium cuauhtemocum \| \| \| \| \| \| Aztecanthidium tenochtitlanicum \| \| \| \| \| \| Aztecanthidium xochipillium \| \| \| \| |
|                | \| \| Aztecanthidium cuauhtemocum \| \| \| \| \| \| Aztecanthidium tenochtitlanicum \| \| \| \| \| \| Aztecanthidium xochipillium \| \| \| \| |
|                | Aztecanthidium cuauhtemocum |
|                | |
|                | Aztecanthidium tenochtitlanicum |
|                | |
|                | Aztecanthidium xochipillium |
|                | |